# Luc Sigui
Luc Sigui (né le 7 avril 1968) est un Chanteur et instrumentiste de Jazz originaire  de Biankouma, une localité de l'ouest de la Côte d'Ivoire.
À 9 ans, il entre en contact avec sa première guitare que lui offre son père. Depuis lors, il n’a cessé de progresser, étant lui-même un autodidacte de l’instrument ; il est remarqué et sollicité par certaines formations musicale en Côte d’Ivoire. Il décidera tout de même de joindre son talent à certaines d’entre elles ; notamment le Groupe JACA avec lequel il enregistre un album. Il rejoint par la suite le groupe Résurrection, sous la houlette de Paul Wassaba, en tant que son Directeur Artistique et de Guy Williams, en tant que Père spirituel du groupe, avec lequel il va tourner pendant près de 4 années, sur les scènes les plus prestigieuses de Côte d’Ivoire, Gabon, Togo, France…
Luc SIGUI se fera également solliciter par le groupe ivoirien WOODY, en remplacement de l’un de ses guitaristes.
Il inscrira également des notes dont la couleur résonnait déjà jazzy dans de nombreux albums, d’artistes de renom, tels que O’nel Mala, les Wango…
Persuadé qu’il pouvait aller au bout de son art, il décide d'accéder aux écoles prestigieuses de guitare. Il suit alors les cours de Fred Sokolow (USA), Eric Boell (France), Denis Roux (Bresil)…

## Discographie
- Jemima, Album produit en 2008
- Symbioz One Album produit en 2015 par Universal Music Fullbright
- Mazal Tov produit en 2018 par Grammy Jazz Record
- Universal Worship, Jazz Project produit en 2020 par Grammy Jazz Record